# Johnson (Kuskokwim)
Pour les articles homonymes, voir Johnson.
La rivière Johnson est un cours d'eau d'Alaska, aux États-Unis situé dans la région de recensement de Bethel. C'est un affluent du fleuve Kuskokwim.

## Description
Longue de 215 milles (346 km), elle coule en direction du sud-ouest pour se jeter dans le fleuve Kuskokwim à 15 milles (24 km) au sud-ouest de Bethel dans le delta du Yukon-Kuskokwim.
Son nom local a été référencé en 1949 par l'Institut d'études géologiques des États-Unis, il proviendrait du nom d'un prospecteur, Eric Johnson.